# جورج توماس (لاعب كرة قاعدة)
جورج توماس (بالإنجليزية: George Thomas) هو لاعب كرة قاعدة أمريكي، ولد في 29 نوفمبر 1937 في منيابولس في الولايات المتحدة.

## وصلات خارجية
- جورج توماس على موقع دوري كرة القاعدة الرئيسي (الإنجليزية)
- جورج توماس على موقعبيزبول رفرنس.كوم (الدوري الرئيسي) (الإنجليزية)
- جورج توماس على موقعبيزبول رفرنس.كوم (الدوري الثانوي) (الإنجليزية)
- جورج توماس على موقع إي إس بي إن.كوم (أم.أل.بي) (الإنجليزية)
- جورج توماس على موقع مشجعي الرسوم البيانية (الإنجليزية)